# 近藤誠
近藤誠（日语：／ Kondō Makoto，1948年10月24日—2022年8月13日），日本醫師，慶應義塾大學醫學部講師，自創近藤誠癌症研究所所長。
近藤誠是日本的癌症治療無用論者，大舉散佈癌症治療是白花錢白受罪的論述，認為90%以上癌症治療與不治療結局都差不多，出版大量書籍散播其論點，在其言論於民間轉述坐大後日本醫學界開始有一些組織反擊，將其定為偽科學論者，透過驚人言論出書賺錢。
近藤誠出生於東京醫生家庭，1964年慶應義塾中學畢業之後連續直上慶應義塾高中、大學醫科，之後進入放射線科於1976起擔任助手，1979年前往美國一所癌症治療研究室工作一年，歸國後攻讀醫學博士並於国立東京第二病院放射醫學科實習，畢業後1983年起為慶應義塾大學醫學部講師，終身未能升遷一直擔任講師到退休。

## 論點
其認為90%癌症在查明的瞬間已經註定結局，所有化療放療只是毒害自身和白花錢，對最終存活期間幾乎沒有太大差別。不如省下錢享受既有的時光，平靜面對等死。其出名論點有：
- 強化免疫力無益於癌症的預防和治療，甚至是無效
- 手術是人工造成的重傷
- 化療放療是吃劇毒沒兩樣
- 醫生說的手術成功不等於癌症治好
- 越是先進的療法，越要小心是騙局
- 自費360度全方位發射X光，拍攝出人體橫截面，對治療沒用反而多受輻射

隨著其各種論點文章在網路時代廣泛傳播後，2016年起日本醫界開始有人注意到他的論述已經對很多病患產生影響，干擾了醫療現場工作，組織反擊者日多。反思日本醫界長期對於丟出各種怪論者採取不理態度，認為荒唐理論自然時間久了會消失，不必和小丑做爭辯等等，卻忽略在網路時代不說話就等於默認，不爭辯就等於贊成的特性，讓其言論到處傳播。
2013年美国癌症研究所的统计總體所有癌症的五年存活率，從1975的48.7%升至2005年的67.6%，若是醫學都無效要如何解釋上漲幅度，個別特殊癌例如慢粒白血病生存率由1975年不到20%升至2005年的近60%，乳腺癌亦由75%升至90%。都是醫學有效的證明。
日本國立癌症中心名譽理事長市川平三郎博士開始批判近藤誠，認為近藤最初之所以受到廣大關注，是因為他出書時正是日本明星逸見政孝胃癌手術時，媒體大量報導癌症治療的痛苦，一般人有恐慌心理，此時他醫學背景卻出來跟大家講所有醫學都是騙人，不必受這些苦，根本沒用，迎合了很多人的心態。

## 著作
- 《癌症患者啊，不要跟癌作斗争》-1996
- 《“剩下三個月能活”的謊言》-2013
- 《免疫療法謊言.免疫不是抵抗力》-亜紀書房 2013
- 《近藤先生.放置癌症不管真的好嗎》-光文社新書 2014
- 《我不能再被騙了！近藤女性醫學》-集英社 2015
- 《藥物無用的47個論證.近藤流停藥療法》-アスコム 2015
- 《日本是世界上最大的“放射療法”大國》-集英社新書 2015
- 《近藤的第二意見.和平接受癌症》-光文社 2015
- 《近藤誠家庭醫學》-求龍堂 2015
- 《95%癌症療法無效》-幻冬舎新書 2015
- 《回答癌症者45問》-日本文芸社 2016
- 《幸福面對死亡的56字》-双葉社 2016
- 《疫苗副作用的可怕》-文藝春秋 2017
- 《避免早死的秘訣.密藏的延壽方案》-徳間書店 2017
- 《癌症患者自立學》-晶文社 2017
- 《30年不得癌症的習慣》-宝島社 2017
- 《不要進行體檢》-文春新書 2017